# 충훈고등학교

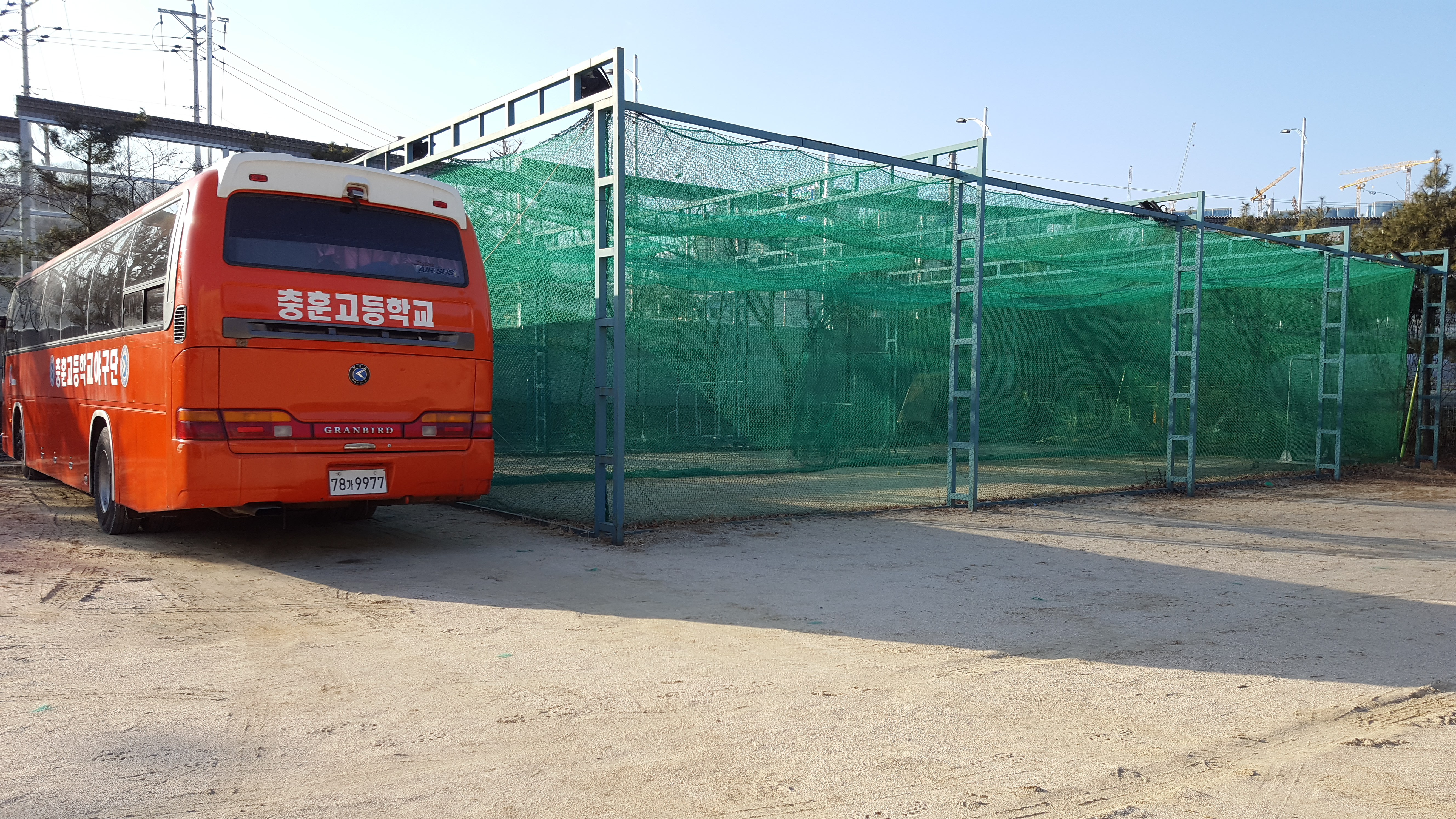
충훈고등학교 야구부 버스와 야구연습장

충훈고등학교(忠勳高等學校)는 대한민국 경기도 안양시 만안구 석수동에 있는 공립 고등학교이다.

## 학교 연혁
- 2002년 2월 1일 : 충훈고등학교 설립인가(36학급)
- 2004년 3월 1일 : 충훈고등학교 개교
- 2004년 3월 1일 : 제1대 계필현 교장 취임
- 2004년 3월 3일 : 제1회 입학식(15학급 556명)
- 2006년 2월 11일 : 조기졸업 1명(여 1명)
- 2007년 2월 8일 : 제1회 졸업식(368명)
- 2007년 10월 8일 : 야구부 창설
- 2014년 3월 3일 : 혁신학교 준비교 운영, 안양희망창조프로젝트
- 2014년 9월 1일 : 혁신학교 운영
- 2014년 12월 1일 : 수학클리닉 거점학교 운영
- 2016년 2월 3일 : 체육관(충훈관) 개관
- 2018년 9월 1일 : 혁신학교 재지정
- 2019년 3월 1일 : 지역거점 혁신학교 운영
- 2022년 3월 1일 : 제6대 강인식 교장 취임
- 2023년 12월 29일 : 제18회 졸업식 212명(총 졸업생 누적 6,747명)
- 2024년 3월 4일 : 제21회 입학식(10학급 251명)

## 참고 자료
- 충훈고등학교 - 한국교육학술정보원 학교알리미